# Liste von Klöstern im Eichsfeld
Die Liste von Klöstern im Eichsfeld enthält sowohl die gegenwärtigen als auch ehemalige Klöster im Eichsfeld, von denen die meisten heute in Thüringen liegen, einige aber auch in Niedersachsen.

## Liste der Klöster im Eichsfeld
Die Einrichtung der ersten Klöster erfolgte vielfach zur Urbarmachung eines Gebietes (meist Benediktiner und Zisterzienser), später auch zur geistlichen Betreuung der Bewohner. In der folgenden Liste werden ehemalige und derzeit existierende Klöster und Stifte im Gebiet des historischen Eichsfeldes aufgezählt. Nicht aufgeführt werden das außerhalb des Eichsfeldes gelegene Petersstift Nörten und das Kloster Marienstein bei Nörten-Hardenberg, welche aber der weltlichen und kirchlichen Verwaltung des Eichsfelder Staates unterstanden.
| Ort                     | Kloster, Stift                           | Orden                                     | Zeitraum      | Bemerkung | Bild |
| ----------------------- | ---------------------------------------- | ----------------------------------------- | ------------- | --- | ---- |
| Beuren                  | Kloster Beuren                           | Zisterzienser                             | 1200–1810     | Unterbrechung 1555–1717 |      |
| Bilshausen              | Deutschordenskommende Bilshausen         | Deutscher Orden                           | 1242–1318     | bauten vermutlich 1266 die Rhumemühle in Bilshausen |      |
| Dingelstädt             | Franziskanerkloster Kerbscher Berg       | Franziskaner                              | 1864–1994     | |      |
| Dingelstädt             | Kloster Anrode                           | Zisterzienser                             | 1260–1810     | |      |
| Dingelstädt             | Kloster Breitenbich                      | Zisterzienser                             | 1230–1253     | wegen vielfacher Zerstörungen aufgegeben und in Anrode neu gegründet |      |
| Dingelstädt             | Kommende Breitenbich                     | Lazarus-Orden                             | 1253–1490     | 1490–1525 Johanniterniederlassung |      |
| Duderstadt              | Prämonstratenserniederlassung Duderstadt | Prämonstratenser                          | 1532–1575     | als klösterliches Hofgut des Prämonstratenserklosters Pöhlde nach Aufhebung des Klosters in Duderstadt ansässig (Pöhlder Hof)                                             |      |
| Duderstadt              | Ursulinenkloster Duderstadt              | Ursulinen                                 | 1700–heute    | |      |
| Geismar                 | Franziskanerkloster Hülfensberg          | Franziskaner                              | 1860–heute    | Wallfahrtsbetreuung Pfarrgemeinde Bebendorf |      |
| Germershausen           | Augustinerkloster Germershausen          | Augustiner                                | 1864–2019     | 1856–1860 als Kapuzinerniederlassung bis 1970 mit Klosterschule |      |
| Heilbad Heiligenstadt   | St. Martin-Stift Heiligenstadt           | Chorherrenstift                           | ca. 960–1803  | mit einem Propst an der Spitze (gleichzeitig bis Mitte des 16. Jahrhunderts auch Archidiakon über Teile des Eichsfeldes), später dann ein Dekan mit angegliederter Schule |      |
| Heiligenstadt           | Jesuitenkolleg Heiligenstadt             | Jesuiten                                  | 1575–1773     | Rekatholisierung des Eichsfeldes Schulkolleg, Bibliothek |      |
| Heiligenstadt           | Bergkloster Heiligenstadt                | Schwestern der hl. Maria Magdalena Postel | 1862–heute    | mit Bergschule St. Elisabeth |      |
| Heiligenstadt           | Redemptoristenkloster Heiligenstadt      | Redemptoristen                            | 1921–heute    | Pfarrgemeinde St. Gerhard |      |
| Helmsdorf               | Lazaritenkomturei Helmsdorf              | Lazariten-Orden                           | 1283–1490     | als Niederlassung des Klosters Breitenbich 1490–1525 als Johanniterkomturei                                                                                               |      |
| Lengenfeld unterm Stein | Kloster Zella                            | Benediktiner                              | um 1175–1810  | |      |
| Reifenstein             | Kloster Reifenstein                      | Zisterzienser                             | vor 1162–1803 | |      |
| Renshausen              | Klosterhof Renshausen                    | Benediktiner                              | 1674–1803     | seit dem 13. Jahrhundert als klösterliches Hofgut |      |
| Teistungen              | Kloster Teistungenburg                   | Zisterzienser                             | 1260–1806     | |      |
| Weißenborn-Lüderode     | Kloster Gerode                           | Benediktiner                              | 1100–1803     | |      |
| Worbis                  | Kloster Worbis                           | Zisterzienser                             | 1311–1540     | |      |
| Worbis                  | Franziskanerkloster Worbis               | Franziskaner                              | 1667–1824     | |      |

## Klosterniederlassungen
Im Eichsfeld gab neben den selbständigen Klöstern auch zahlreiche Niederlassungen verschiedener Ordensgemeinschaften. Insbesondere am Ende des 19. bis Anfang des 20. Jahrhunderts kam es zur Gründung von kleineren und größeren Niederlassungen. Diese waren hauptsächlich in der ambulanten und stationären Kranken- und Altenpflege sowie der Betreuung von Kindern, Jugendlichen und Behinderten tätig.
- Kongregation der Barmherzigen Schwestern vom hl. Vinzenz von Paul in Hildesheim (31 Niederlassungen): Krankenhaus Duderstadt  (1865)
- Kongregation der Barmherzigen Schwestern vom Hl. Vincenz von Paul Paderborn (9): Krankenhaus Heiligenstadt (1854), Worbis (1883), Ershausen mit Kindergarten (1884)
- Graue Schwestern der hl. Elisabeth (19)
- Franziskanerinnen von der ewigen Anbetung zu Olpe: Kindertagesstätte und Krankenhaus in Lengenfeld unterm Stein (1905)
- Salesianer Don Boscos: Jugendsozialarbeit in Heiligenstadt (1991)
- weitere Niederlassungen von Franziskanerinnen, Vinzentinerinnen